# Отсчёт тел
«Отсчёт тел» (англ. Body Count, итал. Camping del Terrore) — итальянский фильм ужасов с элементами слэшера режиссёра Руджеро Деодато. Премьера состоялась в 1986 году в США, а премьера в Италии состоялась спустя год, 14 мая 1987-го.
Фильм был снят на волне популярности таких популярных слэшеров 80-х, как «Пятница, 13-е» и «Сожжение».

## Сюжет
Группа тинейджеров, путешествующих по Колорадо во время весенних каникул, находит заброшенный лагерь. Он был закрыт из-за жестокого убийства молодой пары, произошедшего несколькими годами ранее. Молодые люди решают переночевать в лагере, не веря в легенды о том, что он был построен на месте древнего индейского кладбища, а также в рассказы о Шамане — наполовину звере, наполовину человеке, терроризирующем окружающие леса.

## В ролях
- Дэвид Хесс — Роберт Ричи
- Мимзи Фармер — Джулия Ричи
- Брюс Пенхолл — Дэйв Кэллоуэй
- Нэнси Брилли — Трейси
- Стефано Мадиа — Тони
- Чарльз Нэпьер — шериф Чарли
- Иван Рассимов — помощник шерифа Тед
- Джон Стейнер — доктор Олсен

## Критика
В целом работа Деодато получила смешанные отзывы. На сайте AllMovie «Отсчёт тел» был назван одной из наименее интересных работ режиссёра. Тодд Мартин с сайта «HorrorNews.net» в целом положительно отзывался о фильме, но также отметил неоригинальность сюжета. Кит Лайвли считал фильм «на редкость скучным», несмотря на сильный актёрский состав и хорошо снятые сцены убийств.